# Rubus brigantinus
Rubus brigantinus är en rosväxtart som beskrevs av Gonçalo Antonio da Silva Ferreira Sampaio. Rubus brigantinus ingår i släktet rubusar, och familjen rosväxter. Inga underarter finns listade i Catalogue of Life.